# Euthalia silawa
Euthalia silawa är en fjärilsart som beskrevs av Hans Fruhstorfer 1913. Euthalia silawa ingår i släktet Euthalia och familjen praktfjärilar. Inga underarter finns listade i Catalogue of Life.